# يوحنا القسيس
يوحنا القسيس أو الكبير شخصية غامضة في التقليد المسيحي المبكر قد يميز عن يوحنا بن زبدي أو يكون نفسه. حسب قرار جلاسيوس فإن مؤلف رسالتي يوحنا الثانية والثالثة هو شخص مختلف عن يوحنا الرسول يعرف بأنه يوحنا وهو قسيس.

## مواقع خارجية
- External Evidence in Synoptic Source Criticism
- Catholic Encyclopedia: "St. John the Evangelist"
- The Johannine Writings by Paul W. Schmiedel